# Team Ukyo/Saison 2012
Dieser Artikel listet Erfolge und Fahrer des Radsportteams Ukyo in der Saison 2012 auf.

## Mannschaft
| Name               | Geburtstag         | Nationalität | Team 2011                      |
| ------------------ | ------------------ | ------------ | ------------------------------ |
| Tomoya Kano        | 14. Juli 1973      | Japan        | Bridgestone Anchor             |
| Takaaki Ōta        | 7. Dezember 1985   | Japan        | Neoprofi                       |
| Shōta Saitō        | 13. Mai 1986       | Japan        | Utsunomiya Blitzen (2010)      |
| Tomonori Satō      | 21. November 1990  | Japan        | Neoprofi                       |
| Yoshiaki Shimada   | 20. Januar 1989    | Japan        | Team Bridgestone Anchor (2009) |
| Yoshiyuki Shimizu  | 1. Dezember 1982   | Japan        | Bridgestone Anchor             |
| Yoshimitsu Tsuji   | 11. August 1984    | Japan        | Utsunomiya Blitzen             |
| Keisuke Wakasugi   | 3. März 1990       | Japan        | Neoprofi                       |
| Stagiaires         | Stagiaires         | Nationalität | Nationalität                   |
| Manabu Ishibashi   | Manabu Ishibashi   | Japan        | Japan                          |
| Takuto Kurabayashi | Takuto Kurabayashi | Japan        | Japan                          |